# Upplands runinskrifter 884

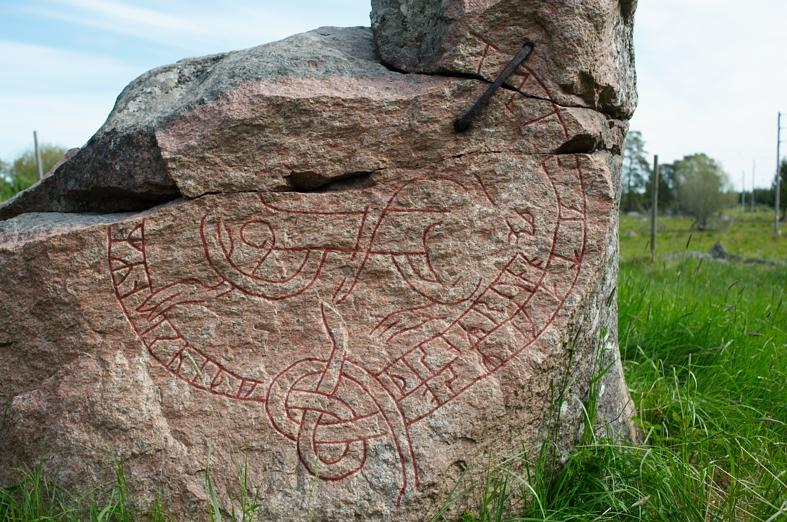

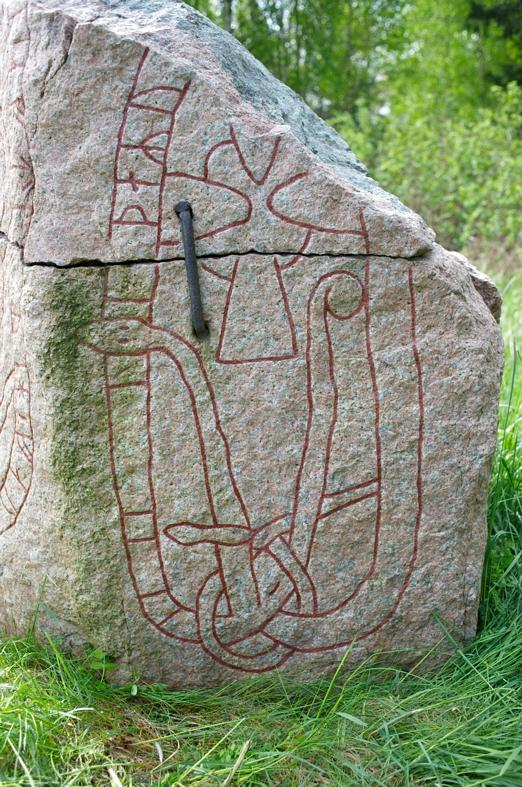

Upplands runinskrifter 884 är ett vikingatida runristat flyttblock av rödgrå granit i Ingla, Skogs-Tibble socken och Uppsala kommun. Ristningarna förefaller inte ha blivit avslutade utan endast svagt inhuggna. 
Runstenen är 1,75 meter hög, 1,7 meter bred och 0,9 meter tjock. Stenen är skadad och den övre västra delen saknas helt. Runstenen har tre ristningsytor. Av en av inristningsytorna torde mer än hälften saknas. Runhöjden är 7,5 centimeter. Stenen har spruckit i tre delar men är sammanhållen med järnkrampor.
Vjg, till vars minne ristningen är utförd, omnämns också på den närbelägna runstenen U 885.
Stenen är ristad av den kände runristaren Åsmund Kåresson. Emellertid har han haft medhjälpare vid denna ristning, troligen två till antalet. Dessas namn har dock försvunnit.
U 884 var känd redan på 1600-talet men inte förrän 1869 upptäcktes att stenen hade tre ristade sidor. Endast framsidan hade dittills upptäckts.

## Inskriften
Translitterering av runraden:
§A hulmkaiʀ ' auk sikriþr ----fatsr ' þah l... ... ...o ' aftiʀ uih ' faur hulmkiʀs 
§B osmuntr ' s--- ... ...ʀ markaþu þisaʀ runo 
§C ... þaʀ u... ...
Normalisering till runsvenska:
§A Holmgæiʀʀ ok Sigriðr ...fastr, þau l[etu] ... [þenn]a æftiʀ Vig, faður Holmgæiʀs. 
§B Asmundr ... ... ... markaðu þessaʀ runaʀ. 
§C ... þaʀ v[aʀu] ...
Översättning till nusvenska:
Holmger och Sigrid ... -fast, de [läto] ... [denna sten] efter Vig, Holmgers fader. Asmund ... märkte dessa runor.
Ett karakteristiskt drag för Åsmund är att utelämna ʀ: þisaʀ runo istället för þisaʀ runoʀ.
þaʀ torde vara pronomen 'de' i feminin form, före borde ha stått två kvinnonamn och efter borde ha funnits en verbform, sannolikt u[aʀu] 'voro'.